# Lijst van Nederlandse Europarlementariërs 1984-1989
Lijst van Nederlandse Europarlementariërs 1984-1989 bevat een overzicht van de in Nederland gekozen leden van het Europees Parlement in de zittingsperiode 1984-1989 op grond van de Europese Parlementsverkiezingen van 14 juni 1984.
De zittingsperiode ging in op 24 juli 1984 en eindigde op 24 juli 1989. Nederland had in deze zittingsperiode recht op 25 zetels (op een totaal aantal van 434).
| Naam                  | Nederlandse partij                      | Fractie                           | Begindatum       | Einddatum        | refs   |
| --------------------- | --------------------------------------- | --------------------------------- | ---------------- | ---------------- | ------ |
| Hedy d'Ancona         | Partij van de Arbeid                    | Socialistische Fractie            | 24 juli 1984     | 24 juli 1989     | [ 1 ]  |
| Bouke Beumer          | Christen-Democratisch Appèl             | Europese Volkspartij              | 24 juli 1984     | 24 juli 1989     | [ 2 ]  |
| Elise Boot            | Christen-Democratisch Appèl             | Europese Volkspartij              | 24 juli 1984     | 24 juli 1989     | [ 3 ]  |
| Bob Cohen             | Partij van de Arbeid                    | Socialistische Fractie            | 24 juli 1984     | 24 juli 1989     | [ 4 ]  |
| Pam Cornelissen       | Christen-Democratisch Appèl             | Europese Volkspartij              | 24 juli 1984     | 24 juli 1989     | [ 5 ]  |
| Piet Dankert          | Partij van de Arbeid                    | Socialistische Fractie            | 24 juli 1984     | 24 juli 1989     | [ 6 ]  |
| Nel van Dijk          | Groen Progressief Akkoord               | Regenboogfractie                  | 17 december 1986 | 24 juli 1989     | [ 7 ]  |
| Ien van den Heuvel    | Partij van de Arbeid                    | Socialistische Fractie            | 24 juli 1984     | 24 juli 1989     | [ 8 ]  |
| Jim Janssen van Raaij | Christen-Democratisch Appèl             | Europese Volkspartij              | 5 november 1986  | 24 juli 1989     | [ 9 ]  |
| Jessica Larive        | Volkspartij voor Vrijheid en Democratie | Liberale en Democratische Fractie | 24 juli 1984     | 24 juli 1989     | [ 10 ] |
| Bram van der Lek      | Groen Progressief Akkoord               | Regenboogfractie                  | 24 juli 1984     | 24 juli 1989     | [ 11 ] |
| Hendrik Jan Louwes    | Volkspartij voor Vrijheid en Democratie | Liberale en Democratische Fractie | 24 juli 1984     | 24 juli 1989     | [ 12 ] |
| Hanja Maij-Weggen     | Christen-Democratisch Appèl             | Europese Volkspartij              | 24 juli 1984     | 24 juli 1989     | [ 13 ] |
| Alman Metten          | Partij van de Arbeid                    | Socialistische Fractie            | 24 juli 1984     | 24 juli 1989     | [ 14 ] |
| Hemmo Muntingh        | Partij van de Arbeid                    | Socialistische Fractie            | 24 juli 1984     | 24 juli 1989     | [ 15 ] |
| Hans Nord             | Volkspartij voor Vrijheid en Democratie | Liberale en Democratische Fractie | 24 juli 1984     | 24 juli 1989     | [ 16 ] |
| Jean Penders          | Christen-Democratisch Appèl             | Europese Volkspartij              | 24 juli 1984     | 24 juli 1989     | [ 17 ] |
| Yvonne van Rooy       | Christen-Democratisch Appèl             | Europese Volkspartij              | 24 juli 1984     | 30 oktober 1986  | [ 18 ] |
| Teun Tolman           | Christen-Democratisch Appèl             | Europese Volkspartij              | 24 juli 1984     | 24 juli 1989     | [ 19 ] |
| Herman Verbeek        | Groen Progressief Akkoord               | Regenboogfractie                  | 28 augustus 1984 | 15 december 1986 | [ 20 ] |
| Wim Vergeer           | Christen-Democratisch Appèl             | Europese Volkspartij              | 24 juli 1984     | 24 juli 1989     | [ 21 ] |
| Phili Viehoff         | Partij van de Arbeid                    | Socialistische Fractie            | 24 juli 1984     | 24 juli 1989     | [ 22 ] |
| Ben Visser            | Partij van de Arbeid                    | Socialistische Fractie            | 24 juli 1984     | 24 juli 1989     | [ 23 ] |
| Gijs de Vries         | Volkspartij voor Vrijheid en Democratie | Liberale en Democratische Fractie | 24 juli 1984     | 24 juli 1989     | [ 24 ] |
| Leen van der Waal     | SGP/RPF/GPV                             | niet-fractiegebonden leden        | 24 juli 1984     | 24 juli 1989     | [ 25 ] |
| Florus Wijsenbeek     | Volkspartij voor Vrijheid en Democratie | Liberale en Democratische Fractie | 24 juli 1984     | 24 juli 1989     | [ 26 ] |
| Eisso Woltjer         | Partij van de Arbeid                    | Socialistische Fractie            | 24 juli 1984     | 24 juli 1989     | [ 27 ] |

1952-1958 (EGKS) · 
1958-1979 · 
1979-1984 · 
1984-1989 · 
1989-1994 · 
1994-1999 · 
1999-2004 · 
2004-2009 · 
2009-2014 · 
2014-2019 · 
2019-2024 · 
2024-2029